# Simulium splendidum
Simulium splendidum är en tvåvingeart som beskrevs av Rubtsov 1940. Simulium splendidum ingår i släktet Simulium och familjen knott. Inga underarter finns listade i Catalogue of Life.